# Witorza
Witorza (deutsch Rönnewerder) ist ein Dorf in der polnischen Woiwodschaft Westpommern. Das Dorf bildet einen Teil der Gmina Police (Stadt- und Landgemeinde Pölitz) im Powiat Policki (Pölitzer Kreis). Witorza liegt etwa 15 Kilometer nördlich von Stettin (Szczecin) und etwa 6 Kilometer westlich von Police (Pölitz).
Bis 1945 bildete Rönnewerder einen Teil der Landgemeinde Hagen. Als Teil der Landgemeinde Hagen gehörte Rönnewerder zum Kreis Randow und kam mit dessen Auflösung 1939 zum Landkreis Ueckermünde.